# Magdalena Rezler
Magdalena Danuta Rezler-Niesiołowska (ur. 27 października 1946 w Bydgoszczy) – polska skrzypaczka i pedagog.
Pochodzi z rodziny muzyków, jest córką Arnolda Rezlera - dyrygenta. Grę na skrzypcach studiowała w Warszawie, w klasie Tadeusza Wrońskiego i Szymona Kawalli. Jako solistka zdobyła kilka nagród na międzynarodowych konkursach skrzypcowych (im. Królowej Elżbiety Belgijskiej w Brukseli w 1971, im. Marguerite Long i Jacques’a Thibaud w Paryżu w 1975, Carla Flescha w Londynie). Była koncertmistrzem orkiestry "Kameraliści Filharmonii Narodowej" i "Freiburger Barock Solisten". Zorganizowała i prowadziła smyczkowy Kwartet Łazienek Królewskich. Od 1991 do 2013 roku prowadziła klasę skrzypiec w wyższej szkole muzycznej we Fryburgu Bryzgowijskim. Jest żoną dyrygenta Macieja Niesiołowskiego.
Otrzymała brązowy medal „Gloria Artis” (2012) i Złoty Krzyż Zasługi (2016).

## Solowe nagrania
- Con bravura e sentimento, oprac. przez Arnolda Rezlera (Cd Accord 2001)
- Krzysztof Meyer - Koncert skrzypcowy, na skrzypce solo z orkiestrą (DUX 2008)